# Milt G. Barlow
Milt G. Barlow (1843–1904) fue un comediante blackface y actor popular en juglar y vodevil durante la segunda mitad del siglo XIX.

## Primeros años
Milton G. Barlow nació el 29 de junio de 1843 en Lexington, Kentucky, y se cree que es hijo de James Madison y Elizabeth Susan (de soltera Barlow).
Fue probablemente criado en la casa de un tío, en Harrison County, Kentucky después que sus padres se divorciaron y su padre, un platero, se mudó a Salt Lake City.
A los doce años de edad, Barlow comenzó trabajando en un diario en Cynthiana. Un trabajo que se vio obligado a abandonar a los catorce años cuando comenzó a afectar su salud. Barlow pasaría los siguientes años trabajando en una granja en Misuri (posiblemente de un pariente) antes de mudarse a Louisville, Kentucky.

## Servicio Militar
Barlow sirvió en la Guerra de Secesión el 23 de abril de 1861 en Louisville como privado de la empresa C de la Primera Infantería de Kentucky. Luego, sirvió con varias compañías de caballería de Virginia antes de rendirse en Appomattox Court House en abril de 1865 junto con los restos del ejército de Robert E. Lee.

## Muerte
Milton G. Barlow murió de cáncer de gargante el 27 de septiembre de 1904 en Home of the Incurables en Nueva York.
Le sobreviven sus exesposas y sus hijos, aunque curiosamente Reginald no se menciona en ninguno de sus obituarios.
Harry y Reginald seguirían el ejemplo de su padre para salir en el escenario.